# Muckenkogel
Der Muckenkogel ist ein 1248 m ü. A. hoher Berg in den Gutensteiner Alpen in Niederösterreich.
Der Muckenkogel liegt bei Lilienfeld und ist damit auch der Hausberg der Lilienfelder. Er gehört zur Reisalpe–Hegerberg-Gruppe. Auf seinem höchsten Punkt steht eine weithin sichtbare Sendeanlage.
Am 19. März 1905 fand am Muckenkogel der erste Torlauf der Skigeschichte statt, eine von Mathias Zdarsky organisierte Wettfahrt, an der sich 24 Fahrer beteiligten. Es ging dabei um den Vergleich zwischen der alpinen Skifahrtechnik zur norwegischen Technik.
1964 wurde ein Einersessellift vom Fallgraben auf den Muckenkogel eröffnet. Mittlerweile ist dieser der letzte Einersessellift in ganz Niederösterreich, der noch in Betrieb ist.

## Bildergalerie

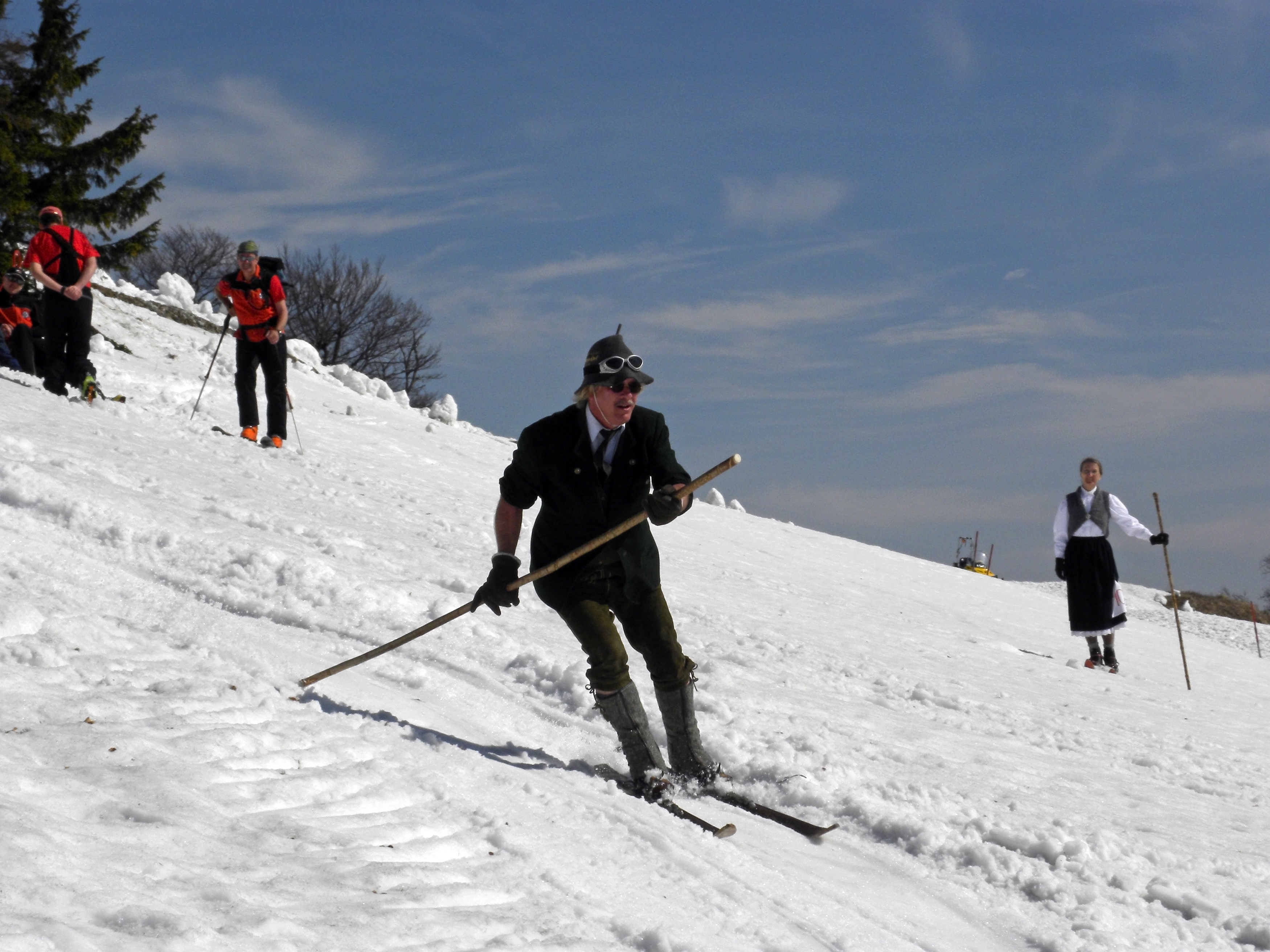
Nostalgieschilauf am Muckenkogel (2012)
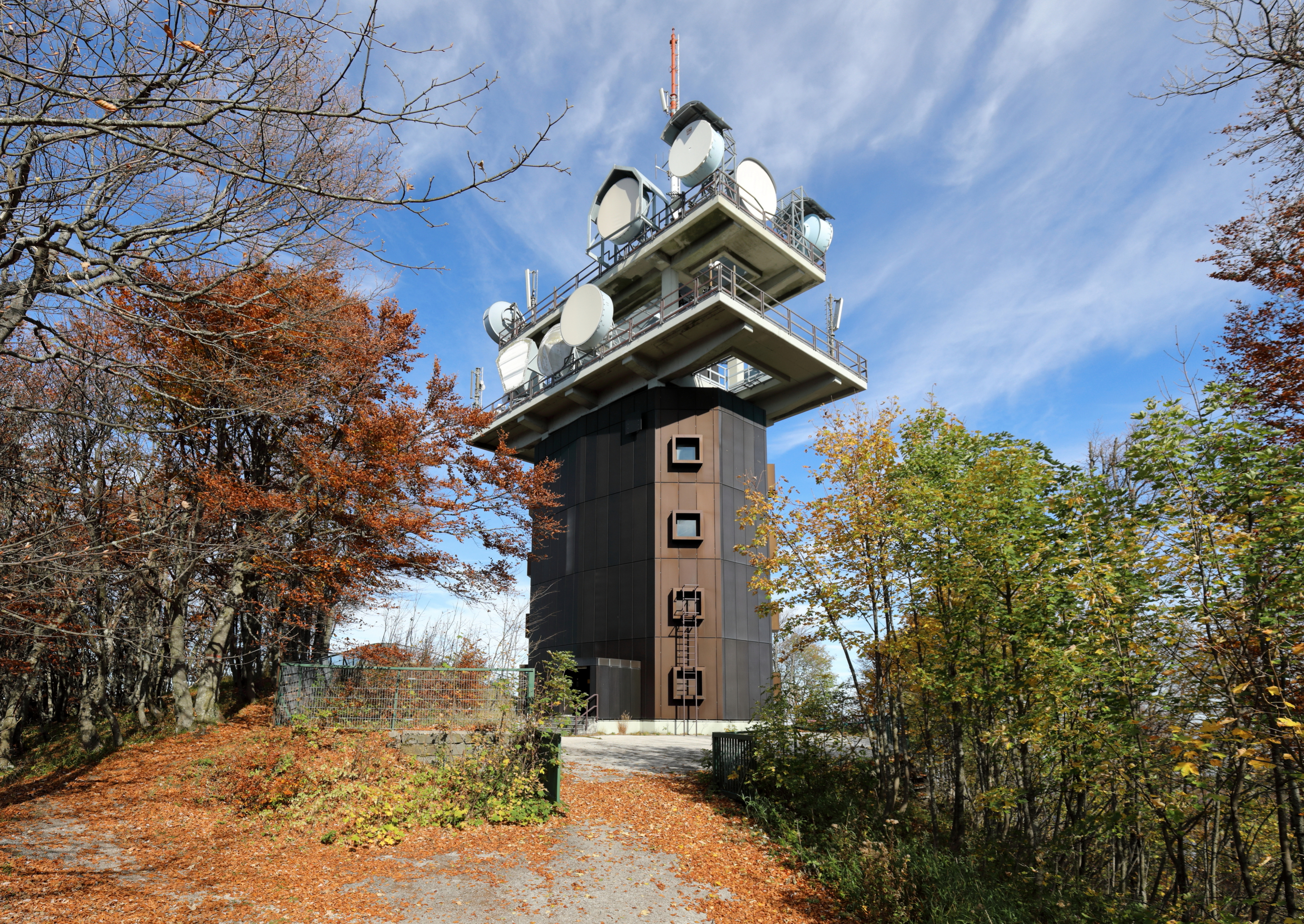
Richtfunkturm bzw. Sendeanlage direkt auf dem Gipfel; errichtet in den 1970er Jahren
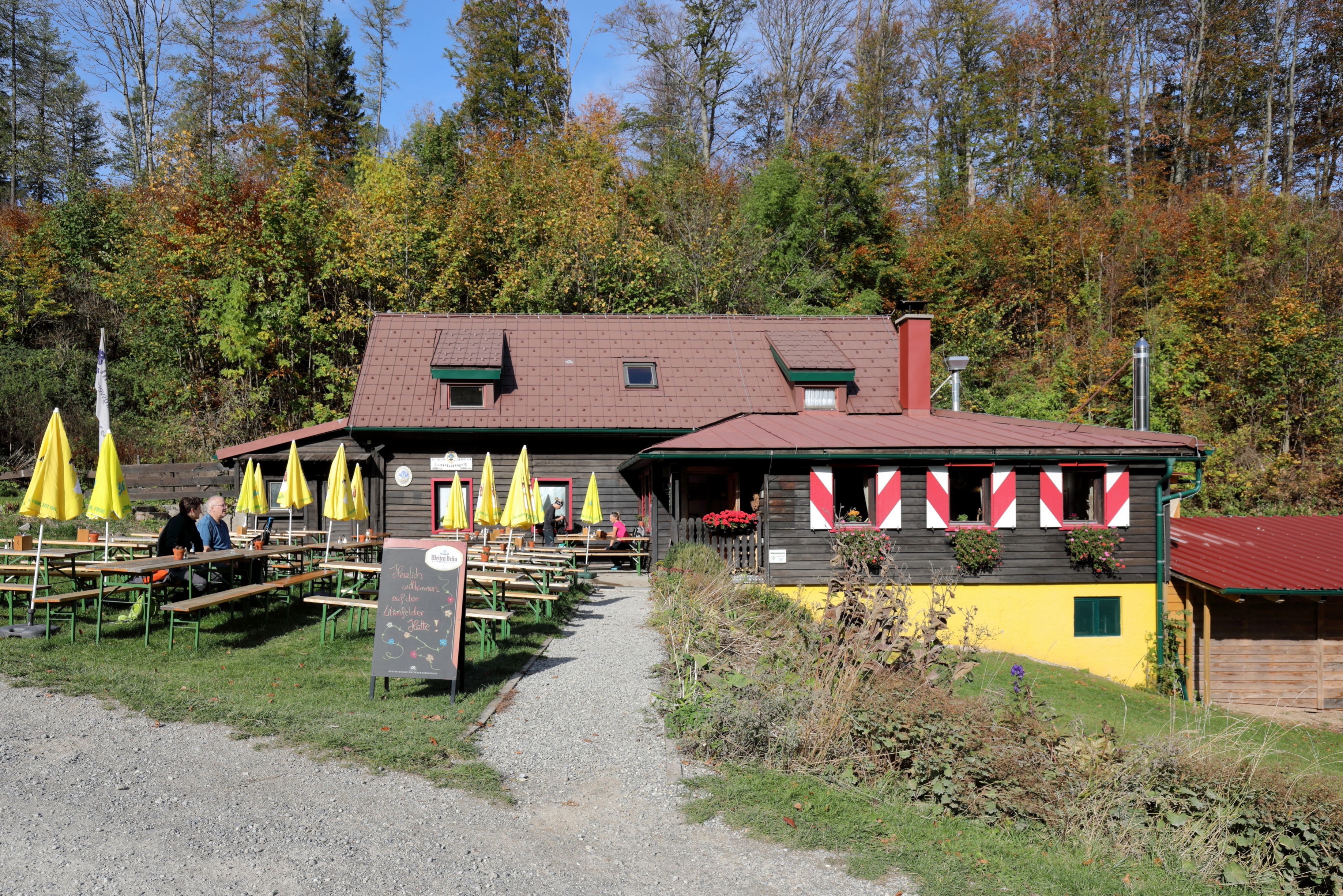
Lilienfelder Hütte, rund 300 m unterhalb und 1,5 km nordwestlich des Gipfels
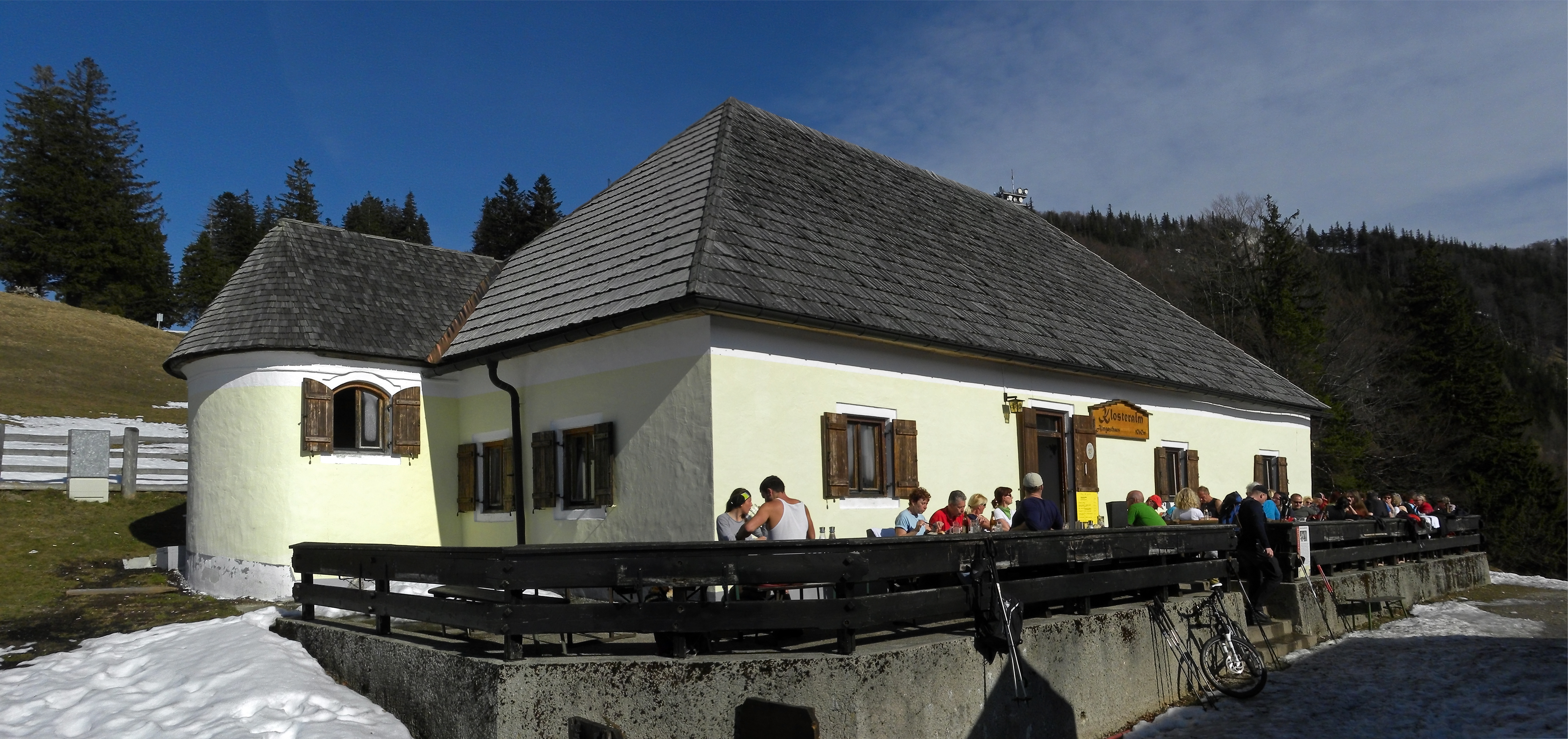
Denkmalgeschützte Klosteralm (früher auch Vorderalm genannt[1]) 181 m unterhalb und rund 500 m westlich des Gipfels
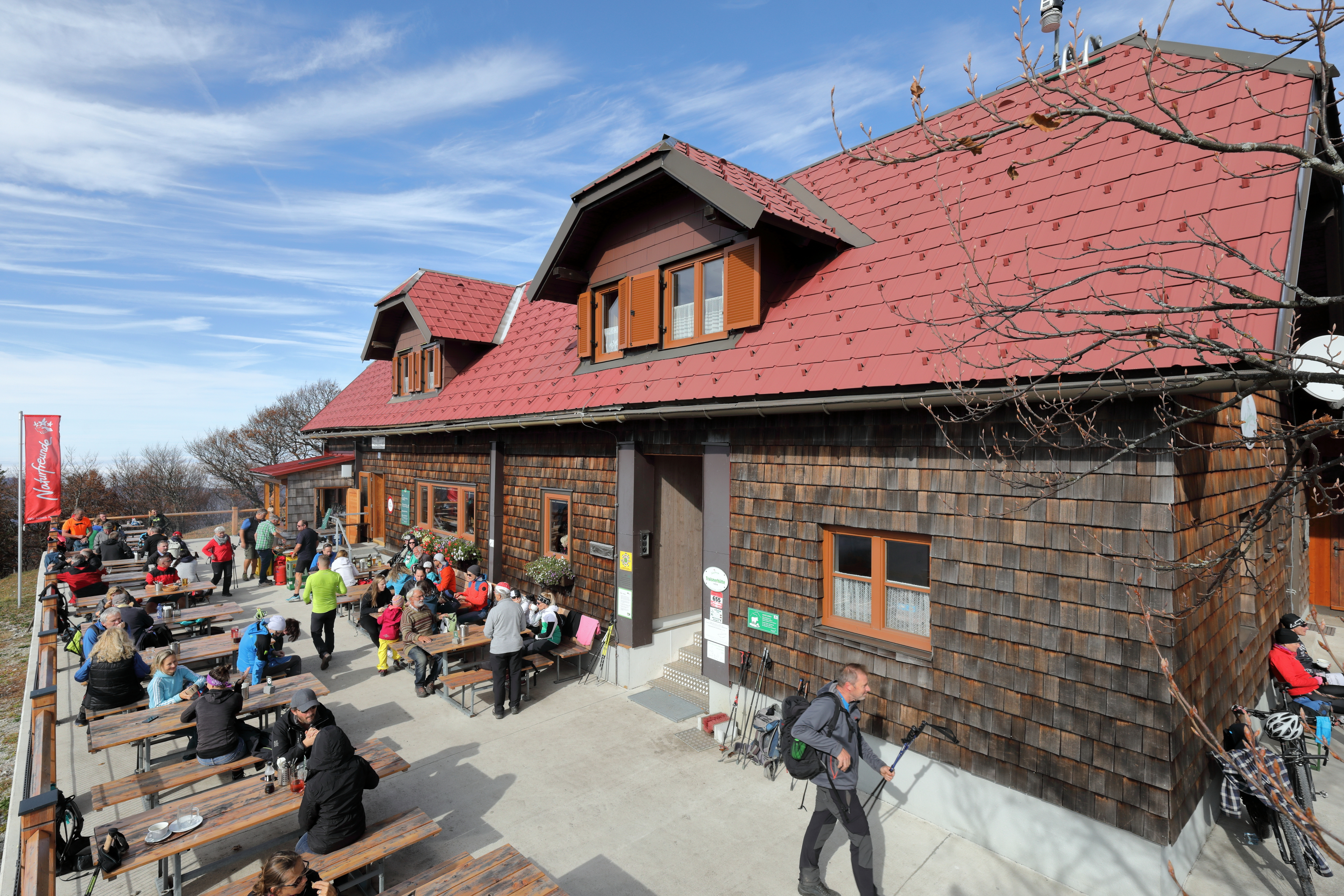
Traisner Hütte auf der Hinteralm, rund 1 km südlich des Muckenkogels